# Phlébovirus
Genre
Phlebovirus (ou phlébovirus en français) est un genre de virus de la famille des Phenuiviridae.
Parmi tant d'autres, le RVFV (Rift Valley Fever Disease Virus ou virus de la Fièvre de la vallée du Rift) est un Phlébovirus provoquant des infections chez les ruminants et occasionnellement chez l’humain en Afrique et au Moyen-Orient. Les chiens sauvages ou domestiques, ainsi que le lion, dans les régions endémiques, sont un réservoir potentiel pour l’infection qui est ensuite transmise par des arthropodes piqueurs. 
Les canidés peuvent aussi être infectés à but expérimental et une virémie suffisante peut être maintenue pour infecter des moustiques. Ce virus est la cause d’une zoonose virale.
Depuis le début des années 2000 plusieurs phlébovirus transportés et potentiellement inoculés par des tiques ont été régulièrement et nouvellement décrits, dont certains se montrent hautement pathogènes pour l'humain (ex. : Heartland et severe fever with thrombocytopenia syndrome virus). Une étude faite en Europe sur 4 387 tiques collectées en France, Belgique, Allemagne, Suède et Estonie, respectivement. Ces tiques ont été regroupées et 22 groupes sur 979 ont été testés positifs pour des phlébovirus (par PCR). L'analyse phylogénétique a mis en évidence un nouveau clade pour le virus dit provisoirement Glabbeek/Osterholz (car trouvé en Belgique et Allemagne) et en France certaines portaient le virus Antigone (récemment décrit de la Grèce) et le virus AnLuc (découvert au Portugal). Ceci montre que les phlébovirus sont en Europe plus divers et présents qu'on ne le pensait. Les auteurs invitent à rechercher quels sont les processus écologiques générant l'apparition de phlébovirus et quel est l'impact de ces nouveaux phlébovirus pour la santé publique.
En 2024, l'ICTV dénombre les espèces suivantes :
- Phlebovirus adanaense, Adana virus
- Phlebovirus aguacateense, Aguacate virus
- Phlebovirus alcubeense, Alcube virus
- Phlebovirus alenquerense, Alenquer virus (en)
- Phlebovirus almendrasense, Tres Almendras virus
- Phlebovirus ambeense, Ambé virus
- Phlebovirus anhangaense, Anhangá virus
- Phlebovirus arumowotense, Arumowot virus
- Phlebovirus bogoriaense, Bogoria virus
- Phlebovirus buenaventuraense, Buenaventura virus
- Phlebovirus bujaruense, Bujaru virus
- Phlebovirus cacaoense, Cacao virus
- Phlebovirus campanaense, Campana virus
- Phlebovirus candiruense, Candirú virus (en)
- Phlebovirus chagresense, Chagres virus
- Phlebovirus claroense, Rio Claro virus
- Phlebovirus cocleense, Coclé virus
- Phlebovirus corfouense, Corfou virus
- Phlebovirus dashliense, Dāshlī virus
- Phlebovirus duraniaense, Durania virus
- Phlebovirus echarateense, Echarate virus
- Phlebovirus embossosense, Embossos virus
- Phlebovirus florisense, Saint-Floris virus
- Phlebovirus gabekense, Gabek forest virus
- Phlebovirus gloriaense, La Gloria virus
- Phlebovirus gordilense, Gordil virus
- Phlebovirus hediense, Hédi virus
- Phlebovirus icoaraciense, Icoaraci virus
- Phlebovirus itaitubaense, Itaituba virus
- Phlebovirus itaporangaense, Itaporanga virus
- Phlebovirus ixcanalense, Ixcanal virus
- Phlebovirus karimabadense, Karimabad virus
- Phlebovirus kiborgochense, Kiborgoch virus
- Phlebovirus leticiaense, Leticia virus
- Phlebovirus limboense, Frijoles virus
- Phlebovirus maldonadoense, Maldonado virus
- Phlebovirus massiliaense, Massilia virus
- Phlebovirus medjerdaense, Medjerda Valley virus
- Phlebovirus monagritaense, Mona Grita virus
- Phlebovirus mukawaense, Mukawa virus
- Phlebovirus mungubaense, Munguba virus
- Phlebovirus napoliense, Sandfly fever Naples virus
- Phlebovirus niqueense, Nique virus
- Phlebovirus ntepesense, Ntepes virus
- Phlebovirus odrenisrouense, Odrénisrou virus
- Phlebovirus oriximinaense, Oriximiná virus
- Phlebovirus pantanalense, Viola virus
- Phlebovirus penablancaense, Peña Blanca virus
- Phlebovirus penshurtense, Penshurt virus
- Phlebovirus perkerraense, Perkerra virus
- Phlebovirus puniqueense, Punique virus
- Phlebovirus riftense, Rift Valley fever virus
- Phlebovirus riograndense, Rio Grande virus
- Phlebovirus salangaense, Salanga virus
- Phlebovirus salehabadense, Salehabad virus
- Phlebovirus saloboense, Salobo virus
- Phlebovirus siciliaense, Sandfly fever Sicilian virus (en)
- Phlebovirus taparaense, Tapará virus
- Phlebovirus tehranense, Tehran virus
- Phlebovirus ticoense, Tico virus
- Phlebovirus toroense, Punta Toro virus (en)
- Phlebovirus torosense, Toros virus
- Phlebovirus toscanaense, Toscana virus (en)
- Phlebovirus turunaense, Turuna virus
- Phlebovirus uriuranaense, Uriurana virus
- Phlebovirus urucuriense, Urucuri virus
- Phlebovirus zerdaliense, Zerdali virus